# Dèmoni
Dèmoni (Engels: Demons) is een Italiaanse horrorfilm uit 1985. De film is geregisseerd door Lamberto Bava en geproduceerd en medegeschreven door Dario Argento.
De film is een cultfilm geworden. De film werd opgevolgd door zeven vervolgfilms met als officieel deel Dèmoni 2 en door zes losse vervolgdelen die vooral alleen in naam een connectie hebben.

## Synopsis
In een bioscoop in Berlijn waar een film over zombies wordt vertoond verschijnen echte demonen, die het publiek aanvallen en daarbij zelf demonen en zombies worden door de besmettelijke wonden.
Het is nu aan een kleine groep bezoekers om de gruwelnacht te overleven.

## Rolverdeling
| Acteur                  | Personage                                                  |
| ----------------------- | ---------------------------------------------------------- |
| Urbano Barberini        | George                                                     |
| Natasha Hovey           | Cheryl                                                     |
| Karl Zinny              | Ken                                                        |
| Paola Cozzo             | Kathy                                                      |
| Bobby Rhodes            | Tony, de pooier                                            |
| Geretta Giancarlo       | Rosemary                                                   |
| Fabiola Toledo          | Carmen                                                     |
| Fiore Argento           | Hannah                                                     |
| Guido Baldi             | Tommy                                                      |
| Michele Soavi           | Gemaskerde ticketverkoper / Jerry (horrorfilm in bioscoop) |
| Nicoletta Elmi          | Ingrid, de ouvreuse                                        |
| Stelio Candelli         | Frank                                                      |
| Nicole Tessier          | Ruth                                                       |
| Lino Salemme            | Ripper                                                     |
| Bettina Ciampolini      | Nina                                                       |
| Giuseppe Mauro Cruciano | Hot Dog (als Giuseppe Cruciano)                            |
| Peter Pitsch            | Baby Pig                                                   |
| Alex Serra              | Werner                                                     |
| Sally Day               | Liz                                                        |
| Claudio Spadaro         | Liz's geliefde                                             |
| Eliana Miglio           | Edith (horrorfilm in bioscoop)                             |
| Jasmine Maimone         | Nancy (horrorfilm in bioscoop)                             |
| Marcello Modugno        | Bob (horrorfilm in bioscoop)                               |

## Sequel en spin-offs
- Dèmoni 2... L'Incubo Ritorna (1986)
- The Ogre (1989) - ook bekend als Demons 3: The Ogre / La casa dell'orco
- The Church (1989) - ook bekend als Demons 3 / La chiesa
- The Sect (1991) - ook bekend als Demons 4 / La setta
- The Mask of the Demon (1989) - ook bekend als Demons 5 : The Devil's Veil / La maschera del demonio
- The Black Cat (1989) - ook bekend als Demons 6 : De Profundis / Il gatto nero
- Cemetery Man (1994) - ook bekend als Demons '95 / Dellamorte Dellamore